# Vor Frue Kirke (Skive Kommune)
 For alternative betydninger, se Vor Frue Kirke. (Se også artikler, som begynder med Vor Frue Kirke)
Vor Frue Kirke (Den hvide kirke) er Skives gamle middelalderkirke. Den er opført omkring år 1200.
I begyndelsen af 1800-tallet blev middelalderkirken i nabobyen Nykøbing revet ned. I Skive var det tilsvarende planer, men i 1887 blev der fundet kalkmalerier i Vor Frue Kirke, og Skives gamle kirke fik lov at blive stående.
I 1898 blev den nye Skive Kirke (Den røde kirke) indviet på nabogrunden, og gudstjenesterne blev flyttet over til den nye kirke. I de følgende år fungerede den gamle kirke som gravkapel. I 1930'erne blev gudstjenesterne genoptaget i Vor Frue Kirke.